# El Tizal
El Tizal är en ort i Mexiko.   Den ligger i kommunen Huasca de Ocampo och delstaten Hidalgo, i den sydöstra delen av landet, 100 km nordost om huvudstaden Mexico City. El Tizal ligger 2 173 meter över havet och antalet invånare är 295.
Terrängen runt El Tizal är huvudsakligen kuperad, men åt nordost är den platt. Runt El Tizal är det ganska tätbefolkat, med 93 invånare per kvadratkilometer. Närmaste större samhälle är Pachuca de Soto, 18,3 km sydväst om El Tizal. I omgivningarna runt El Tizal växer i huvudsak blandskog.